# Philippe Rahmy

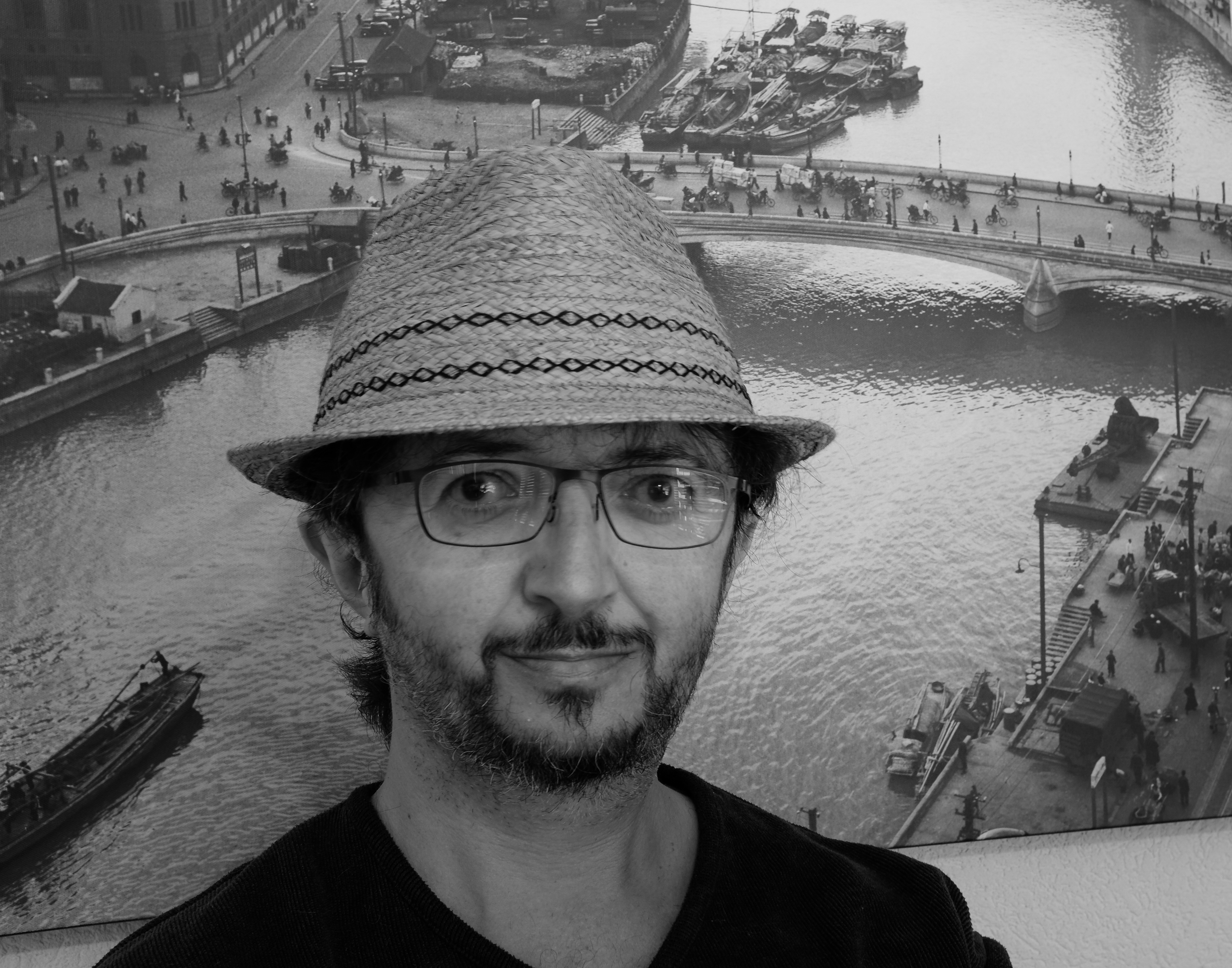
Philippe Rahmy (2015)

Philippe Rahmy (* 5. Juni 1965 in Genf; † 1. Oktober 2017 in Lausanne) war ein Schweizer Schriftsteller.

## Leben
Philippe Rahmy studierte Literatur und Philosophie an der Universität Lausanne. Seine von André Wyss betreute Abschlussarbeit schrieb er über den französischen Schriftsteller Joë Bousquet. Der an der Glasknochenkrankheit leidende Autor veröffentlichte vorwiegend Gedichte und Literaturbesprechungen im französischen E-Zine remue.net sowie Video-Podcasts. In Buchform erschienen erst drei Gedichtbände, dann ein Bericht über seinen Aufenthalt in Schanghai, ein Essay zur politischen Lage und zuletzt drei Romane.

## Auszeichnungen
- 2013: Prix Wepler
- 2014: Prix Pittard de l’Andelyn
- 2014: Prix Michel-Dentan für Béton armé[2]
- 2016: Prix Rambert
- 2017: Schweizer Literaturpreis
- 2020: Grand Prix C.-F. Ramuz (postum)

## Werke
- Mouvement par la fin. Un portrait de la douleur. Nachwort von Jacques Dupin, Le Chambon-sur-Lignon 2005
- Demeure le corps, Chant d’exécration, Le Chambon-sur-Lignon 2007
- Cellules souches, Saint-Jean-La-Bussière 2009
- Béton armé. Shanghai au corps à corps. Vorwort von Jean-Christophe Rufin, Paris 2013
  - Die Panzerung. Reiseroman. Deutsch von Yves Raeber. Die Brotsuppe, Biel 2019, ISBN 978-3-03867-016-2.
- Corps au miroir, Cannes 2013
- Allegra, Paris 2016
  - Allegra. Roman. Deutsch von Yves Raeber. Die Brotsuppe, Biel 2022, ISBN 978-3-03867-059-9.
- Propositions démocratiques / Democratic proposals, Lausanne 2017
- Monarques, Paris 2017
- Pardon pour l’Amérique, Paris 2018